# Rață fluierătoare

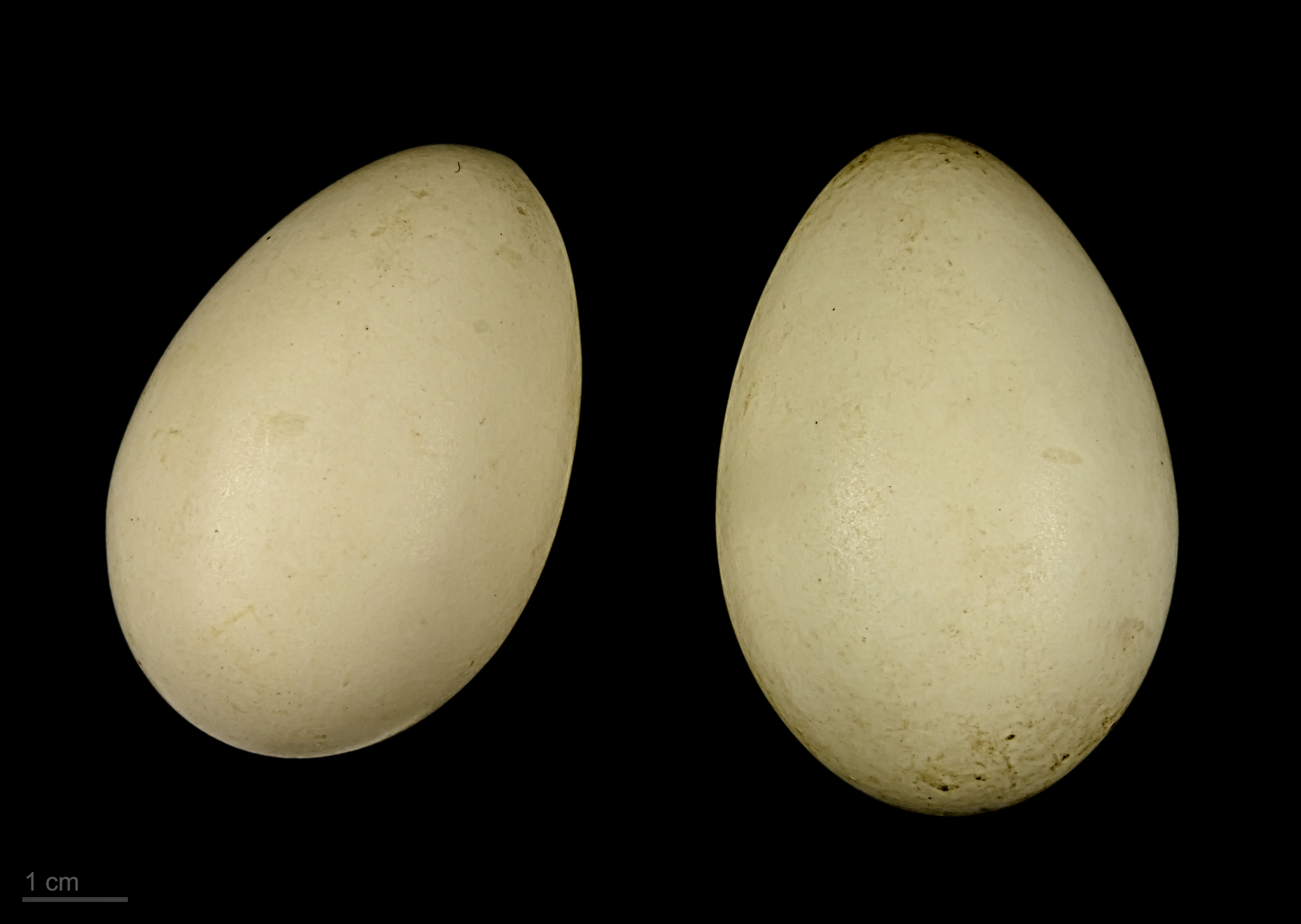
Mareca penelope - MHNT

Rața fluierătoare (Mareca penelope) este o specie de rață anseriformă din genul Anas, mai mică decât rața mare. Masculul are capul roșcat, fruntea galbenă, pieptul castaniu-deschis, coada neagră, corpul cenușiu, iar femela este castanie-pestriță cu ciocul albastru (ca rățoiul). 
Specia a fost descrisă prima dată de Linnaeus în Systema naturae în 1758, sub numele prezent.